# МіГ-19
МіГ-19 (за кодифікацією НАТО: Farmer) — радянський одномісний реактивний винищувач другого покоління, що був розроблений КБ МіГ на початку 50-х років. Став першим серійним надзвуковим винищувачем в СРСР. МіГ-19 використовувався в системі ППО СРСР та експортувався за кордон.

## Розробка та виробництво
Винищувач МіГ-19 став подальшим розвитком реактивного винищувача МіГ-15біс, що спочатку був доведений до варіанту МіГ-17, а потім і до МіГ-19.
Свій перший політ цей винищувач здійснив 5 січня 1954 року, а вже в 1955 році був прийнятий на озброєння ВПС СРСР.
За ліцензією МіГ-19 серійно вироблявся також в Китаї, де отримав індекс Shenyang J-6.
Всього за роки виробництва Китай та СРСР разом випустили близько 8500 МіГ-19.

## МіГ-19 на війні
Винищувач МіГ-19 широко використовувався під час бойових дій.
Цей винищувач у повітряному бою зустрічався з американськими літаками.
Добре себе проявив як винищувач та перехоплювач.

## Модифікації
Модифікації МіГ-19, що будувалися серійно в СРСР:
- МіГ-19: Перший серійний варіант з трьома гарматами НР-23 і двигунами РД-9Б.
- МіГ-19П: Всепогодний перехоплювач з РЛС РП-1 «Смарагд» і двома гарматами НР-23 (на пізніх серіях РП-5 «Смарагд-2» і дві гармати НР-30).
- МіГ-19ПГ: МіГ-19П з апаратурою передачі даних і наведення із землі «Горизонт-1».
- МіГ-19С: Винищувач з трьома гарматами НР-30, оновленим складом БРЕО і поліпшеннями в конструкції планера.
- МіГ-19Р: Розвідувальний літак на базі МіГ-19С з двигунами РД-9БФ-1, двома гарматами НР-30 і фотокамерами АФА-39 на місці третьої.
- МіГ-19СВ: Висотний перехоплювач з полегшеною конструкцією, двома гарматами НР-30 і двигунами РД-9БФ-1.
- МіГ-19ПМ: Перехоплювач без гарматного озброєння, з чотирма ракетами РС-2У і РЛС РП-2У «Смарагд-2».
- МіГ-19ПМЛ: МіГ-19ПМ оснащені станцією наведення із землі «Лазур».